# Yehiel Duvdevani
Yehiel Duvdevani (em hebraico:  יְחִיאֵל דּוּבְדְּבָנִי‎) (Volínia, 1896 – 30 de abril de 1988), foi um ativista e político sionista. Ele foi membro do Knesset e um veterano da Brigada Judaica.

## Biografia
Nascido na região de Volínia do Império Russo (hoje na Ucrânia), Duvdevani cursou o ensino médio em Kiev, antes de passar um ano na universidade. Ele se juntou ao movimento Al HaMishmar, que se tornou Dror. Em 1923 ele fez aliá ao Mandato da Palestina, e dois anos depois estava entre os fundadores do kibutz Givat HaShlosha.
Tornou-se secretário do Conselho de Trabalhadores de Petah Tikva. Durante a Segunda Guerra Mundial alistou-se na Brigada Judaica. Antes das eleições de 1949, ele foi colocado em décimo nono lugar na lista do Mapai, e foi eleito quando o partido conquistou 46 cadeiras. Contudo, não concorreu à reeleição em 1951.
Em 1952, Duvdevani estava entre os fundadores do kibutz Einat, que era composto por ex-membros do Givat HaShlosha e Ramat HaKovesh que haviam deixado o movimento HaKibbutz HaMeuhad. Mais tarde, ocupou o cargo de executivo-chefe da Mekorot entre 1954 e 1964, atuando também como presidente do conselho de administração de 1962 a 1964.
Ele morreu em 1988.